# ایستگاه متروی منیریه
ایستگاه متروی منیریه یکی از ایستگاه‌های خط ۳ متروی تهران است که در میدان منیریه واقع شده‌است.
این ایستگاه در تاریخ ۲ اردیبهشت ۱۳۹۳ تأسیس شده‌ است و فضای سرپوشیده آن ۳٬۷۷۴ متر مربع است.